# فرودگاه برمهو
فرودگاه برمهو (به انگلیسی: Bermejo Airport) یک فرودگاه همگانی با کد یاتا BJO است که یک باند فرود آسفالت دارد و طول باند آن ۱۵۰۰ متر است. این فرودگاه در کشور بولیوی قرار دارد و در ارتفاع ۳۸۱ متری از سطح دریا واقع شده‌است.